# 旅霸
旅霸，是香港傳媒形容粗暴及態度行為惡劣或霸道的遊客。

## 成因
入境團旅行社協會會長謝淦廷表示，香港旅遊業出現不正常變化，以往來訪香港的旅客以日本、韓國、美國、新加坡及馬來西亞等為主導，至2010年代為7成以上來自中國大陸。他解釋，中國大陸旅客假如有所不滿意，就會報告警察，而來自其他地方的旅客則是先與接待的旅行社查詢，兩者的手法不同。謝淦廷認為旅霸的出現是由於香港太過注重形象，及傳媒的消息傳播太快所致。他又表示，近年旅霸越來越多，有些中國大陸旅客提出的要求很過份，然而旅行社往往為了事件不被曝光而向對方賠償了事。謝淦廷說，受到近年中國大陸旅客的接待問題的影響，香港接待社為了避免聲譽受損，都會盡量滿足對方所提出的要求，亦不會主動報告警察。他形容，有些中國大陸旅客刻意「小事化大」，亦有些旅客獲得賠償後，返回中國大陸後向朋友宣揚，令到其他旅客來到香港遇到小事就會要求賠償。

## 起源
起源於2011年年初，有來自中國大陸安徽省的遊客與香港導遊打鬥，中國中央電視台以香港「旅遊醜聞」為標題報道之。後來該遊客改稱事件乃是一場誤會。事後證實遊客向旅行社索償70萬港元，有關旅行社賠償了12萬港元，而導遊認為遊客早有預謀。有輿論認為賠償會助長某些大陸遊客「旅霸」歪風，此名詞因此不脛而走。

## 案例

### 五一內地旅客香港爭議事件
2013年5月1日（勞動節），一個約60名內地旅客今早約9時多，在青衣青逸酒店乘搭由萬龍國際旅行社安排的旅遊巴，前往碼頭，搭船往澳門繼續行程。旅客投訴由於人數太多，旅遊巴擠迫，約10人拒絕上車。旅遊巴離去後，旅行社再安排旅遊巴及導遊接載，旅客稱不滿導遊態度惡劣，拒絕上車，並要求賠償三千元。一名男遊客在接受訪問時，更一度激動落淚，投訴旅行社要人守時，但自己卻不守時，他們報警求助，並向旅遊業議會投訴，並稱這是欺詐。旅行社負責人表示，他們已安排第二輛旅遊巴接載，只是他們不願上車，他們要求賠償三千元，是無理的要求。他們已將事件通報旅遊業議會。。
旅行社後來提出，以的士接載旅客往碼頭，更讓他們搭乘頭等船艙，但均遭旅客拒絕，萬龍國際旅行社最後建議讓他們於本港多住一晚和500元餐膳券，4名旅客最終同意。而其餘6名旅客則自行返回深圳，沒有前往澳門。

## 反應
中國大陸旅客因為第三方的簽證問題無法成行，將憤怒留在香港發洩，甚至埋怨香港人不給予他們食、住，有違人權，此舉引起不少香港市民強烈不滿，批評有關中國大陸遊客旨在利用香港為渠道，博取賠償，有香港人於2013年12月21日在一輛停泊在落馬洲管制站的中國大陸旅遊巴士擋風玻璃上貼上「旅霸滾出香港」宣傳字句以至不滿。

## 相關參見
- 過度旅遊

### 中國旅遊
- 香港導遊與安徽旅客爭執事件
- 零團費旅行團
- 港澳個人遊